# 雷德帕思鎮區 (明尼蘇達州特拉弗斯縣)
雷德帕思鎮區（英語：Redpath Township）是位於美國明尼蘇達州特拉弗斯縣的一個行政鎮區。

## 地方資料
雷德帕思鎮區的面積為100.81平方千米，皆為陸地。根據2020年美國人口普查的數據，當地共有人口111人，而人口密度為每平方千米1.1人。